# Lalage leucopyga leucopyga
Lalage leucopyga leucopyga (лат.) — вымершая птица из семейства Campephagidae, номинативный подвид длиннохвостого личинкоеда-свистуна Lalage leucopyga. Этот подвид был эндемиком острова Норфолк, австралийской территории в Тасмановом море между Австралией и Новой Зеландией. О его биологии почти ничего не известно.

## Описание
Этот подвид был похож на другие подвиды длиннохвостого личинкоеда-свистуна, хотя был немного больше — длина 17—18 см.
Также он отличался охристым оттенком надхвостья, бо́льшим количеством белого цвета на конце боковых перьев хвоста и некоторыми другими деталями.

## Местообитания
Птицы населяли дождевой лес, в отличие от остальных подвидов, которые предпочитают открытые пространства с отдельно стоящими деревьями.

## Питание
Для норфолкского подвида отмечалось только питание насекомыми (как наземными, так и летающими), которых они высматривали, сидя на каком-нибудь возвышении.
Другие подвиды, помимо насекомых, также питаются мелкими фруктами.

## Размножение
Размножение было зарегистрировано с сентября по февраль. Неглубокие чашеобразные гнёзда были сделаны из лишайников, мхов и волокнистых корней и выстланы более тонким материалом. В кладке было два яйца бледно-зелёного цвета с коричневыми пятнами. Утверждалось, что птицы делают ещё одну кладку после сильных дождей.

## Исчезновение
Последний раз птицы были встречены в 1942 году. Благодаря своей контрастной чёрно-белой раскраске, они были очень заметны, и ещё за год до исчезновения встречались в большом количестве, хотя точная численность популяции не оценивалась. Причиной вымирания, вероятно, было истребление птиц черными крысами, которые появились на острове в 1940-х годах, а также уничтожение примерно в то же время большого участка субтропического дождевого леса для строительства аэропорта.
Экземпляры этих птиц хранятся в музеях Лейдена, Вены, Тринга и в коллекции Х. Л. Уайта в Мельбурне.